# Louis Antoine Léon de Saint-Just
Louis Antoine Léon de Saint-Just, (Decize, 25. kolovoza 1767. – Pariz, 28. srpnja 1794.) bio je francuski revolucionar i književnik. Pristaša Francuske revolucije; od 1792. član Konventa, u stranci montanjara. Od 1793. godine član Komiteta javnog spasa i jedan od glavnih ispravljača novog ustava. Pridružen je političkom klubu Jakobinaca. Učvrstio revolucionarna postignuća, donio je niz različitih mjera; ustroj revolucionarne vlade, zapljena imovine narodnih neprijatelja, obračun s hebertistima i dantonistima. Snažno je djelovao na preustroju vojnih postrojbi. Pridonio mnoge pobjede nad austrijskom koalicijom. Privržen Robespierru i zajedno s njim provodio teror u zemlji. S njim i Georgesom Coulthonom je giljotiniran kao žrtva termidorskog prevrata.